# Ochthebius pilosus
Ochthebius pilosus es una especie de escarabajo del género Ochthebius, familia Hydraenidae. Fue descrita científicamente por Waltl en 1835.
Se distribuye por España, en la ciudad de Cádiz. Mide 2,56 milímetros de longitud y su edeago 0,48 milímetros. Se ha encontrado a altitudes de hasta  metros.